# Timothy McVeigh
Timothy James McVeigh (n. 23 aprilie 1968, Lockport⁠(d), New York, SUA – d. 11 iunie 2001, United States Penitentiary, Terre Haute⁠(d), Indiana, SUA) a fost un terorist american responsabil pentru atentatul din Oklahoma City din 1995 în urma căruia și-au pierdut viața 168 de persoane și alte 680 au fost rănite. Atentatul a fost cel mai sângeros act terorist de pe teritoriul Statelor Unite înainte de atentatele din 11 septembrie 2001 și a rămas cel mai sângeros act de terorism domestic din istoria țării.
Veteran al războiului din Golf, McVeigh a încercat să-i răzbune pe cei care și-au pierdut viața în asediul de la Waco - unde au murit 86 de persoane, majoritatea copii - și pentru evenimentele de la Ruby Ridge. Atentatul de Oklahoma City a avut loc la exact doi ani după evenimentele de la Waco. Din punctul său de vedere, distrugerea clădirii guvernamentale avea să pornească o revoluție împotriva guvernului. Actul terorist înfăptuit era considerat de către acesta drept o acțiune legitimă îndreptată împotiva unui guvern tiranic. A fost arestat la scurt timp după atentat și pus sub acuzare în baza a 160 de delicte și 11 delicte guvernamentale; printre acestea din urmă se menționează și utilizarea armelor de distrugere în masă. A fost găsit vinovat de toate capetele de acuzare în 1997 și condamnat la moarte.
McVeigh a fost executat prin injecție letală pe 11 iunie 2001 la Închisoarea Guvernamentală din Terre Haute, Indiana. Execuția sa a avut loc mult mai repede decât a celorlalți condamnați la moarte care așteaptă în jur de 15 ani până la execuție. Terry Nichols și Michael Fortier au fost acuzați în calitate de co-conspiratori. Nichols a primit opt sentințe pe viață pentru moartea a opt agenți guvernamentali și alte 161 de sentințe pe viață fără posibilitatea de eliberare condiționată de către statul Oklahoma pentru moartea celorlalți. Fortier a primit 12 de ani închisoare, însă a fost eliberat în 2006.

## Biografie
Timothy McVeigh s-a născut pe 23 aprilie 1968 în Lockport, New York, fiul unui cuplu de americani cu origini irlandeze, Mildred „Mickey” Noreen (născută Hill) și William McVeigh. În 1866, străbunicul lui McVeigh, Edward McVeigh, a emigrat din Irlanda și s-a stabilit în comitatul Niagara, New York. După divorțul părinților săi, acesta, în vârstă de 10 ani, a fost lăsat în grija tatălui său stabilit în Pendleton, New York.
McVeigh a susținut că pe parcursul studiilor sale a fost victima bullyingului, motiv pentru care și-a creat o lume imaginară în care se putea răzbuna. Spre finalul vieții sale, acesta a caracterizat guvernul Statelor Unite drept agresorul suprem.
Unii apropiați l-au descris pe McVeigh ca fiind un copil timid și retras în timp ce alții l-au caracterizat drept un copil extrovertit și jucăuș care a devenit retras în adolescență. Acesta a susținut în fața jurnaliștilor că nu a știut niciodată cum să impresioneze fetele.
În timpul liceului, McVeigh a devenit interesat de computere și a spart sistemele informatice ale guvernului cu ajutorul unui Commodore 64 sub numele de utilizator The Wanderer. Acesta a absolvit Liceul Starpoint Central în 1986, însă a avut note relativ slabe.
A devenit interesat de armele de foc după ce bunicul său l-a învățat cum să tragă cu arma și a început să introducă arme în școală pentru a-și impresiona colegii de clasă. Aceste lucruri i-au trezit interesul pentru dreptul de a purta și deține arme de foc, respectiv pentru al doilea amendament din Constituția Statelor Unite. În aceeași perioadă începe să lectureze reviste militare precum Soldier of Fortune. S-a înscris la Colegiul Bryant & Stratton, însă a renunțat după o perioadă scurtă de timp. După ce a renunțat la facultate, McVeigh a lucrat ca paznic de vehicule blindate, loc de muncă unde colegii  săi au observat că era obsedat de arme de foc. Unul dintre aceștia menționează că McVeigh s-a prezentat la muncă „îmbrăcat ca Pancho Villa” cu o curea de gloanțe.

## Cariera militară
În mai 1988,  McVeigh, în vârstă de 20 de ani, s-a înrolat în armata Statelor Unite și a participat la un program de pregătire avansată în cadrul  United States Army Infantry School în Fort Benning, Georgia. În timpul carierei militare, McVeigh își petrecea o mare parte din timpul liber citind despre arme de foc, tactici militare și explozibili. Acesta a fost mustrat de superiori după ce a achiziționat un tricou cu mesajul „White Power” în cadrul unui protest al Ku Klux Klan care militau împotriva militarilor de culoare care purtau tricouri cu mesajul „Black Power”.
În armată, McVeigh a fost artilerist pe vehiculele de luptă Bradley utilizate de 1st Infantry Division  și a fost promovat la gradul de sergent. Odată promovat, McVeigh a devenit cunoscut pentru modul în care se comporta cu soldații de culoare și pentru insultele rasiste. A fost staționat în Fort Riley, Kansas înaintea inițierii operațiunii Desert Storm.
Într-un interviu susținut înainte de execuția sa, McVeigh a susținut că a decapitat un soldat irakian cu mitraliera vehiculului militar în prima zi a operațiunii. De asemenea, acesta menționează cât de marcat a fost când i s-a ordonat să execute prizonieri și când a observat măcelul de pe autostrada 80 odată cu părăsirea orașului Kuwait de către trupele americane. Lui McVeigh i s-au acordat numeroase medalii, printre care Bronze Star Medal, National Defense Service Medal, Southwest Asia Service Medal, , Army Service Ribbon și Kuwaiti Liberation Medal.
McVeigh  și-a dorit să devină soldat în Forțelor Speciale ale Armatei Statelor Unite (SF). După întoarcerea din războiul din Golf, a intrat în programul de selecție, însă a renunțat în a doua zi a programului de evaluare și selecție de 21 de zile. McVeigh a decis să părăsească armata în 1991.